# Live and Die for Hip Hop
"Live and Die For Hip Hop" é uma canção do duo de rap norte-americano Kris Kross, lançada como segundo e último single deu seu terceiro álbum, Young, Rich & Dangerous (1996). É o nono e último single do duo, e conta com participação de Da Brat, Jermaine Dupri, Mr. Black e vocais de apoio de Aaliyah. A canção contém um sample de "Baby Come to Me" de Regina Belle e "I Can 't Believe" de Mother's Finest.

## Recepção da crítica
Larry Flick da Billboard escreveu: "O novo e maduro Kris Kross continuará facilmente ganhando adereços e credibilidade com este segundo single do excelente Young, Rich & Dangerous. Empregando samples de "Baby Come to Me "de Regina Belle e "I Can 't Believe" de Mother's Finest, o produtor Jermaine Dupri estabelece uma vibração musical tranquila e comovente para os rapazes flexionarem seus músculos de rima, o que eles fazem com uma confiança arrebatadora. Suave o suficiente para chegar ao top 40 das rádios".

## Videoclipe
O videoclipe da canção foi dirigido por David Nelson e estreou nos canais BET, MTV, MTV 2, VH1 e Fuse em 1996.

## Tabelas musicais
| Tabelas semanais (1996)                      | Melhor posição |
| -------------------------------------------- | -------------- |
| Estados Unidos (Billboard Hot 100)           | 72             |
| Estados Unidos - Hot Rap Singles (Billboard) | 11             |